# Alfons Jozef Strymans
Alfons Jozef Strymans (Turnhout, 24 juli 1866 - Berchem, 14 april 1959) was een Vlaamse beeldhouwer van portretten, figuren, decoratie, standbeelden en oorlogsmonumenten.

## Leven
Alfons Jozef Strymans werd geboren op 24 juli 1866 te Turnhout, waar hij een opleiding genoot aan de Academie, naast een opleiding van zijn vader in diens restauratieatelier. Van 1886 tot 1890 studeerde hij 's avonds aan de Academie van Antwerpen om vervolgens van 1890 tot 1892 leerling te zijn aan het Hoger Instituut in het atelier van Thomas Vinçotte. In 1907 reisde Strymans naar Londen. Sinds 1935 was hij leraar tekenen aan de Academie van Berchem. Hij had exposities op de driejaarlijkse salons in Antwerpen van 1898 tot 1906 en in Gent van 1899 tot 1906. In Antwerpen had hij tevens een tentoonstelling met H. Rul in 1935 en een groepstentoonstelling in 1945.

## Werken
Strymans was vooral bezig met het beeldhouwen van portretten en figuren, maar voert ook verscheidene decoratieve opdrachten uit in Antwerpen. Waaronder: twee grote bronzen meeuwen voor de gevel in de Leysstraat, de stenen groepen Elektriciteit en Mechanica voor de Handelsschool en de beelden Mercurius en de scheepvaart voor de ingangspoort van de Banque d'Anvers. Daarnaast maakte hij nog verschillende oorlogsmonumenten in Florenville, Schoten en samen met architect De Mol het Monument voor Renier Snieders in Turnhout.
Een aantal van zijn resterende werken zijn:
- Alleen

- Portret

- Slangenbezweerder, 1897
- Vrouwenbuste (Beatrice)